# 龙盛街街道
龙盛街街道，是中华人民共和国新疆维吾尔自治区乌鲁木齐市水磨沟区下辖的一个街道办事处。
2016年，乌鲁木齐市人民政府批复同意设立龙盛街街道办事处。

## 行政区划
龙盛街街道下辖以下地区：
远大社区、苏州路立交桥社区、新跃社区、八家户社区、红光山南社区、康宁社区、龙盛街北社区和康辉社区。